# (3008) Nojiri
(3008) Nojiri (1938 WA) – planetoida z pasa głównego asteroid okrążająca Słońce w ciągu 5,65 lat w średniej odległości 3,17 j.a. Odkryta 17 listopada 1938 roku.